# المسيحية في سانت لوسيا

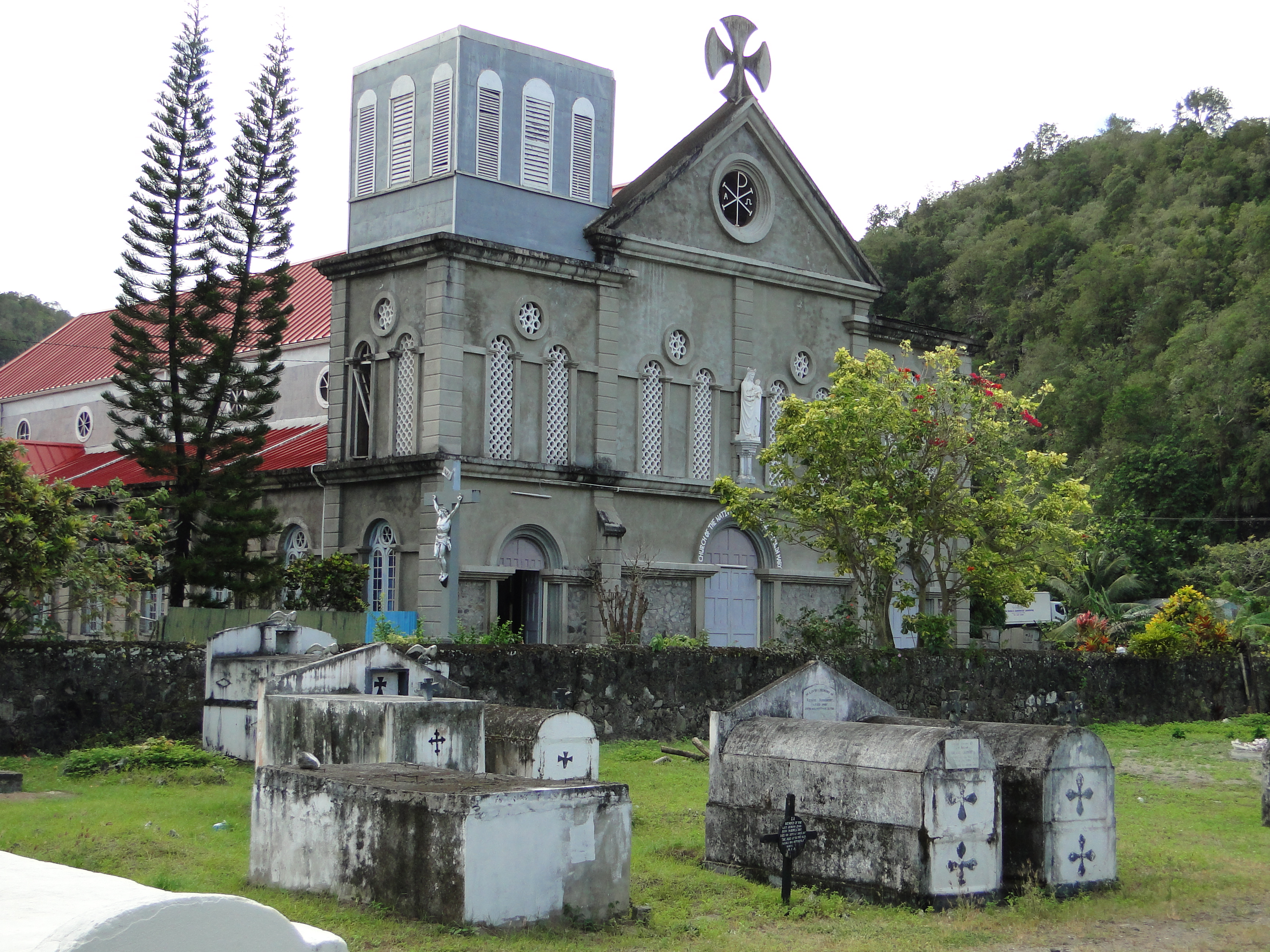
كنيسة كاثوليكيَّة في بلدة آنس لا راي.

تُشكل المسيحية في سانت لوسيا أكثر الديانات إنتشاراً بين السكان، وفقًا لتعداد السكان لعام 2010 فإن حوالي 92.7% من سكان سانت لوسيا من المسيحيين، وتُعد الكنيسة الرومانية الكاثوليكية أكبر الجماعات الدينيَّة في سانت لوسيا إذ أنَّ حوالي 67.5% من السكان هم من الكاثوليك، ويرجع ذلك أساسًا إلى الحكم الفرنسي وعمل البعثات التبشيريَّة الكاثوليكيَّة التي دخلت البلاد خلال الحقبة الإستعماريَّة ويتبع كاثوليك البلاد إدارياً لأبرشية كاستريس الرومانية الكاثوليكية. ينتمي معظم بقية السكان إلى الطوائف البروتستانتية المختلفة والتي تشكل (27.8%) من السكان، بما في ذلك الأدفنتست (10.4%)، والخمسينية (8.9%)، والكنيسة المعمدانية (2.2%)، والأنجليكانية 1.6% في حين يشكل أتباع التيار الإنجيلي (2.3%). يذكر أن الجزيرة سُميت تيمنًا بالقديسة لوسي من سرقوسة.